# Какх-Чан-Чак
Какх-Чан-Чак — правитель Саальского царства со столицей в Наранхо.

## Биография
Какх-Чан-Чак был преемником Кушах-Чан-Кинича. Дата его воцарения неизвестна, но вероятно это дата смерти его предшественника - 630 год.
После поражений своего предшественника от царства Канту он в течение 40 лет восстанавливает столицу и войско. В 680 году ему удалось одолеть Канту, захватив её столицу Караколь. Но Канту смогла восстановиться, организовав коалицию с Канулем и другими соседними царствами она нанесла сокрушительное поражение Саалю. Между 680 и 682 года правящая династия в Саале обрывается.
Преемником Какх-Чан-Чака стал Как-Тилиу-Чан-Чак.